# ألان أوهارا
ألان أوهارا (بالإنجليزية: Alan O'Hara)‏ (16 سبتمبر 1983 بمقاطعة مايو في جمهورية أيرلندا - ) هو لاعب كرة قدم أيرلندي في مركز الدفاع. لعب مع Crystal Palace Baltimore ‏ وAegean Hawks ‏ وBrooklyn Italians ‏ وCleveland City Stars ‏ وRichmond Kickers Future ‏.

## وصلات خارجية
- ألان أوهارا على موقع Soccerway.com (الإنجليزية)